# Kristina Brandi
Kristina Brandi (San Juan, 1977. március 29.) Puerto Ricó-i teniszezőnő. 1995-ben kezdte profi pályafutását, egyéniben egy WTA és tizenhat ITF-tornát nyert meg. Legjobb világranglista-helyezése huszonhetedik volt, ezt 2000 decemberében érte el.

## Eredményei Grand Slam-tornákon

### Egyéniben
| Torna           | 2007  | 2006  | 2005  | 2004  | 2003 | 2002  | 2001  | 2000  | 1999  | 1998  | 1997  | 1996  |
| --------------- | ----- | ----- | ----- | ----- | ---- | ----- | ----- | ----- | ----- | ----- | ----- | ----- |
| Australian Open | -     | 1.kör | 1.kör | 2.kör | -    | 2.kör | 1.kör | 4.kör | 2.kör | 1.kör | 3.kör | -     |
| Roland Garros   | -     | 1.kör | 2.kör | 1.kör | -    | 1.kör | 1.kör | 2.kör | 1.kör | 1.kör | 1.kör | -     |
| Wimbledon       | 1.kör | 1.kör | 2.kör | 2.kör | -    | 1.kör | 2.kör | 4.kör | 1.kör | 1.kör | 2.kör | -     |
| US Open         | -     | -     | 1.kör | 2.kör | -    | -     | -     | 2.kör | 1.kör | 1.kör | 1.kör | 2.kör |

## Év végi világranglista-helyezései
| Év       | 1992 | 1993 | 1994 | 1995 | 1996 | 1997 | 1998 | 1999 | 2000 | 2001 | 2002 | 2003 | 2004 | 2005 | 2006 | 2007 |
| Helyezés | 559. | 558. | 268. | 191. | 148. | 78.  | 70.  | 55.  | 28.  | 81.  | 189. | 78.  | 48.  | 87.  | 157. | 199. |